# Via Clodia

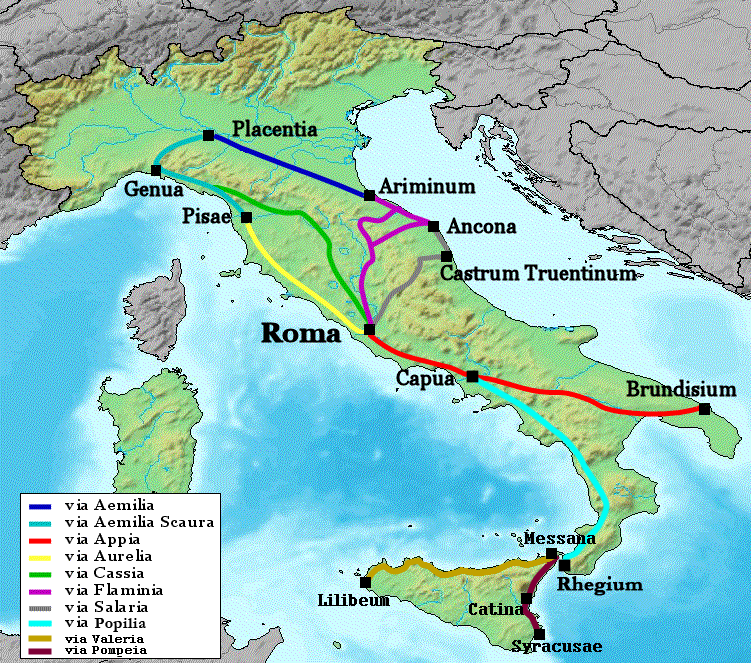
Några viktiga romerska vägar med Via Cassia markerad i grönt.

Via Clodia var en väg som ledde norrut från Rom och till en början hade samma sträckning som Via Cassia. Den vände sedan i en nordnordvästlig riktning och löpte på västra sidan av Lacus Sabatinus förbi Forum Clodii och Blera. Vid Forum Cassii tycks den ha förenat sig med Via Cassia ända till Florentia (Florens). Den fortsatte sedan via Luca (Lucca) till Luna och Genua.